# کومیکو آسو
کومیکو آسو (به ژاپنی: 麻生久美子) (زادهٔ ۱۷ ژوئن ۱۹۷۸ در چیبا با نام کومیکو هیرامارو) بازیگر سینمای ژاپنی است.
او در فیلم سینمایی حافظ ساخته ابوالفضل جلیلی (۲۰۰۷، محصول مشترک ایران و ژاپن) در نقش نبات بازی کرده‌است. آسو در مورد نقش‌آفرینی در فیلم حافظ گفته است که با بازی در این فیلم که در ایران تصویربرداری شده، با فرهنگ مردم ایران آشنا و به آن‌ها بسیار علاقه‌مند شده‌است.

## گزیده فیلم‌شناسی
- حافظ (۲۰۰۷)
- شهر شامگاه آرام، کشور شکوفه‌های گیلاس (۲۰۰۷)
- هتل آچوتن (۲۰۰۶)
- یاجیکیتا (۲۰۰۵)
- کاسشرن (۲۰۰۶)
- اِیکو (۲۰۰۴)
- ۱۱ سپتامبر - ۱۱‘۰۹“۰۱ (۲۰۰۲)
- اینوچی (۲۰۰۲)
- سایهٔ سرخ (۲۰۰۱)
- تپش (۲۰۰۱)
- هیماواری (۲۰۰۰)
- شانس دوم (۱۹۹۹)
- دکتر آکاگی (۱۹۹۸)

## جایزه‌ها
- جایزه بهترین بازیگر زن در جوایز روبان آبی ۲۰۰۸ - فیلم شهر شامگاه آرام، کشور شکوفه‌های گیلاس (۲۰۰۷)
- جایزه بهترین بازیگر زن در انجمن فیلم مینیچی ۲۰۰۸ - فیلم شهر شامگاه آرام، کشور شکوفه‌های گیلاس (۲۰۰۷)
- جایزه بهترین بازیگر زن در جوایز فیلم هوچی ۲۰۰۷ - فیلم شهر شامگاه آرام، کشور شکوفه‌های گیلاس (۲۰۰۷)
- جایزه بهترین بازیگر زن در جوایز فیلم حرفه‌ای ژاپنی ۲۰۰۲ - فیلم‌های تپش (۲۰۰۷) و استخوان هوسران (۲۰۰۱)
- جایزه بهترین استعداد تازه در جشنواره فیلم یوکوهاما ۱۹۹۹ - فیلم دکتر آکاگی (۱۹۹۸)[۴]